# Walter Birk
Walter Adolf Christian Birk (* 14. Oktober 1880 in Wanzleben; † 28. Dezember 1954 in Tübingen) war ein deutscher Mediziner, Kinderarzt und Hochschullehrer.

## Leben
Walter Birk wurde als Sohn des Ernst Paul Otto Birk und dessen Frau Anna Charlotte Bertha Christine Arndt geboren. Nach dem Besuch des Gymnasiums studierte er in Tübingen, Halle, Berlin und Leipzig Medizin. Im Sommersemester 1900 wurde er Mitglied der Tübinger Burschenschaft Derendingia.
1905 wurde er zum Dr. med. promoviert und approbierte an der Universität Halle-Wittenberg. Anschließend wurde er medizinischer Assistent an der Kinderklinik in Breslau bei Adalbert Czerny sowie am Kaiserin-Augusta-Viktoria-Haus in Charlottenburg bei Arthur Keller.
Von 1911 bis 1918 arbeitete er am Prinzessin-Heinrich-Hospital in Kiel und habilitierte sich dort 1912. Als Kriegsfreiwilliger wurde er bereits zu Beginn des Ersten Weltkrieges schwer verwundet. Bis 1918 leitete er die Kinderklinik in Kiel kommissarisch. Danach übernahm er in Tübingen die Leitung des Kinderkrankenhauses und den Lehrstuhl für Kinderheilkunde an der Universität. 1933 war er Vorstand der Universitätskinderklinik. Birk blieb auch nach Kriegsende Leiter der Kinderklinik und Professor für Pädiatrie. Er wurde 1947 emeritiert.
1950 wurde Birk zum Ehrenmitglied der Deutschen Gesellschaft für Kinder- und Jugendmedizin (DGKV e.V.) ernannt.

## Auszeichnungen
- Eisernes Kreuz II. Klasse
- Verwundetenabzeichen

## Schriften
- Chronik der Burschenschaft Derendingia zu Tübingen. 1877–1902. Tübingen 1902.
- Untersuchunger über den Stoffwechsel des neugeborenen Kindes. Leipzig, 1912.
- Leitfaden der Kinderheilkunde für Studierende und Ärzte.
  - Leitfaden der Säuglingskrankheiten. Für Studierende und Ärzte. Bonn, A. Marcus & E. Weber (A. Ahn), Bonn 1914; 7., umgearbeitete Auflage 1930; letzte Auflage: Säuglingskrankheiten (= Leitfaden der Kinderheilkunde für Studierende und Ärzte. Erster Teil). 8., umgearbeitete Auflage. A. Marcus & E. Weber, Berlin 1937.
  - Leitfaden der Kinderkrankheiten. Für Studierende und Ärzte. A. Marcus & E. Weber, Bonn 1920; 3., verbesserte Auflage 1928; letzte Auflage: Kinderkrankheiten (= Leitfaden der Kinderheilkunde für Studierende und Ärzte. Zweiter Teil). 4., umgearbeitete Auflage. A. Marcus & E. Weber, Berlin 1940.
- Strahlenbehandlung bei Kinderkrankheiten. Berlin 1924.
- Untersuchungen über den Stoffwechsel des Kindes im Fieber. Berlin 1926.
- Lehrbuch der Wöchnerinnen-, Säuglings- und Kleinkinderpflege für Pflegerinnen, Schwestern und Mütter. Stuttgart 1928.
- Die Württembergische Kinderhilfe. Berlin-Charlottenburg 1931.
- Die Uebertragung des Paratyphus Breslau durch die Stomoxys calcitrans. Jena 1932.
- Vermeidbare Kinderkrankheiten. Stuttgart 1936.
- Kinderkrämpfe. F. Enke, Stuttgart 1938.
- Hippokrates, Paracelsus und Liek in ihrer Bedeutung für das Arzttum von heute. Stuttgart 1946.
- Säuglingskrankheiten. Berlin 1948.